# Консолидация (право)
Консолида́ция (лат. consolidatio от consolido — укрепляю) — вид систематизации нормативных правовых актов, который заключается в создании крупных однородных блоков на основе более маленьких разрозненных блоков. Также это вид правообразования, с полным сохранением содержания правового регулирования в новом укрупнённом акте.

## Значения
Согласно Большой юридической энциклопедии понятие «консолидация» имеет три значения:
- вид систематизации законодательства
- прекращение права пользования вследствие его слияния с правом собственности (в гражданском праве)
- мероприятий по изменению сроков действия ранее выпущенных займов (в финансовом праве)

## Предпосылки
С течением времени в любой развитой правовой системе образуется значительное число нормативных правовых актов, имеющих один и тот же предмет регулирования. Предписания таких актов зачастую повторяются, а иногда содержат явные несогласованности и противоречия (коллизии). В связи с этим возникает потребность ликвидации множественности нормативных актов, их укрупнения, создания своеобразных «блоков» законодательства. Один из путей преодоления такой множественности — консолидация законодательства. Это такая форма систематизации, в процессе которой значительное количество нормативных актов по одному и тому же вопросу объединяются в один более крупный акт. Такой акт утверждается правотворческим органом в качестве нового, самостоятельного источника права, а прежние разрозненные акты признаются утратившими силу. При этом объединению подлежат, как правило, предписания одинаковой юридической силы.

## Методика
В процессе подготовки консолидированного акта все нормы прежних актов располагаются в определённой логической последовательности, разрабатывается общая структура будущего акта. Осуществляется определённая редакционная правка, чисто внешняя обработка предписаний с тем расчётом, чтобы все они излагались единым стилем, использовалась унифицированная терминология. Устраняются противоречия, повторения, неоправданные длинноты, исправляется устаревшая терминология, нормы близкого содержания объединяются в одну статью (пункт).

## Использование
Примером консолидированного акта в российском законодательстве выступает ФЗ "О ветеранах". Мировая практика принятия укрупнённых актов весьма обширна. В Великобритании, например, издаются десятки такого рода актов, объединяющих акты парламента, принятые по одному и тому же предмету регулирования за все длительное время его существования. В конце XIX века английский парламент принял специальный закон о консолидации статутного права. Во Франции широко развито принятие так называемых кодексов, объединяющих нормативные предписания по одному и тому же вопросу. Изданы, например, такие консолидированные акты как Кодекс дорог общественного пользования, Кодекс сберегательных касс и др.